# Aprasia striolata
Espèce
Synonymes
- Aprasia pulchella striolata Lütken, 1863
- Aprasia octolineata Peters, 1863
- Aprasia striolata glauerti Parker, 1956

Aprasia striolata est une espèce de geckos de la famille des Pygopodidae.

## Répartition
Cette espèce est endémique d'Australie. Elle se rencontre au Victoria, en Nouvelle-Galles du Sud, dans le Territoire du Nord, en Australie-Méridionale et en Australie-Occidentale.

## Publication originale
- Lütken, 1863 : Nogle nye Krybdyr og Padder. Videnskabelige Meddelelser fra den naturhistoriske Forening i Kjöbenhavn, ser. 2, vol. 4, p. 292-311 (texte intégral).